# Takahashi Masahiro
Masahiro Takahashi (sinh ngày 31 tháng 5 năm 1985) là một cầu thủ bóng đá người Nhật Bản.

## Sự nghiệp câu lạc bộ
Masahiro Takahashi đã từng chơi cho Mito HollyHock và MIO Biwako Kusatsu.